# 泰斯 (佛羅里達州)
泰斯（英語：Tice）是位於美國佛羅里達州李縣的一個人口普查指定地區。

## 地理
泰斯的座標為26°20′49″N 81°49′03″W / 26.34694°N 81.81750°W，而該地最高點為海拔高度5米（即16英尺）。

## 人口
根據2010年美國人口普查的數據，泰斯的面積為3.30平方千米，當中陸地面積為3.00平方千米，而水域面積為0.30平方千米。當地共有人口4538人，而人口密度為每平方千米1,375人。